# 渋谷ビデオスタジオ

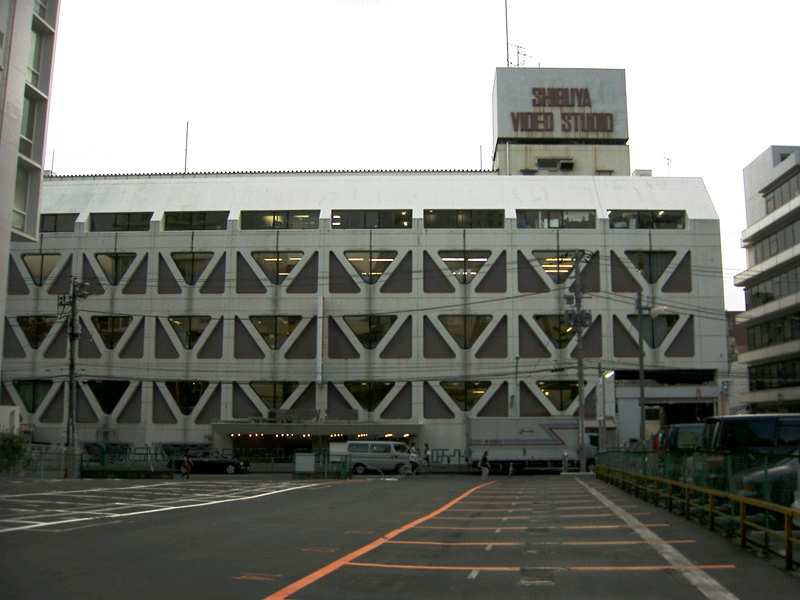
渋谷ビデオスタジオ

渋谷ビデオスタジオ（しぶやビデオスタジオ）は、東京都渋谷区宇田川町にかつて所在していたテレビスタジオである。

## 概要
ボウリング場の「ショーエイボウル」の廃業後、3室のテレビ収録用スタジオやVTR編集室などを併設する施設に改修し、建物と設備の管理や運営を主業務とする会社が設立された。
1980年代中期は、フジテレビが月9ドラマを中心としたドラマ収録を優先的に行うことを目的に、同スタジオへ資本参加していた。
『世界まるごとHOWマッチ』や『世界ウルルン滞在記』などMBSテレビが東京で製作する番組で拠点として使用され、MBS以外の在阪局制作による全国ネット番組の収録も多く使用された。

## スタジオの終焉とその後
資本関係のあるフジテレビは、「収録・編集拠点の統合」を理由に江東区青海の臨海副都心に大規模な自社スタジオ「フジテレビ湾岸スタジオ」を建設し、2007年春に竣工した後、夏期から運用を始めて9月14日に本格稼動した。本スタジオの全設備は撤去されて建物は耐震性補修されず、フジテレビのドラマ『フライトパニック』の収録を最後に2007年9月末で運用を止め、閉鎖後2011年に取り壊され、2012年には駐車場になっている。その後住友不動産が土地を取得し、2019年2月完成予定で地上21階・地下2階のオフィスと高級賃貸住宅「ラ・トゥール渋谷Ⅱ」からなる複合型の高層ビルを建設する。オフィス部分はインターネット広告大手のサイバーエージェントがメディア・ゲーム部門の集約を目的に一括賃借し、ビル名も『Abema Towers』と名付けられる。
企業体は、2008年4月から事業持株会社のほかにイベント企画や不動産コンサルティングなどを広く扱う。

## 所在地・設立年月日
- 東京都港区西新橋1-16-12　東新ビル
- 1976年（昭和51年）12月

## 役員
- 代表取締役社長：熊谷伸一

## 稼働していた当時のスタジオ

### 第1スタジオ
HD/SD対応〔200坪〕
- 松本清張 点と線（テレビ朝日、2007年）
- フライトパニック（フジテレビ、2007年）
- たけしのコマ大数学科（フジテレビ）

### 第2スタジオ
HD/SD対応〔180坪〕
- クイズ世界に挑戦!（毎日放送）
- 世界まるごとHOWマッチ（毎日放送）
- 世界ウルルン滞在記（毎日放送）

### 第3スタジオ
SD対応〔110坪〕
- やっぱり猫が好き（フジテレビ）
- ボキャブラ天国シリーズ（フジテレビ）
- 北野ファンクラブ（フジテレビ）
- 北野富士（フジテレビ）
- 足立区のたけし、世界の北野（フジテレビ）
- たけしの斎藤寝具店（フジテレビ）
- 北野タレント名鑑（フジテレビ）

## 主な収録番組・作品

### バラエティ
- たけし・逸見の平成教育委員会（フジテレビ）
- ボキャブラ天国（フジテレビ）
- 北野ファンクラブ（フジテレビ）

## スタジオについての雑記
- パッケージ番組においては、自身が所有する生田スタジオや、系列関連のある後楽園ホールに集約させていた日本テレビも、以前はここを使用することがあり、例えば『欽きらリン530!!』では、ここで生放送や収録を行っていたほか『天才・たけしの元気が出るテレビ!!』でも定期的に同スタジオを使用して収録していた。また同局系列の読売テレビも『スター爆笑Q&A』などの全国ネット番組の収録で同スタジオが使われた[3]。
- 関西テレビも自社系のスタジオ「レモンスタジオ」が運用を開始するまでは、渋谷ビデオスタジオをキー局であるフジテレビの旧河田町社屋と並行して東京での制作拠点として使用していた。また朝日放送（東京支社）制作番組の収録も、渋谷ビデオスタジオを使う機会が多かった。
- ボウリング場をテレビスタジオに内部改造した例としては、同所の他に静岡朝日テレビ（当時の社名は「静岡県民放送」）があったが、既に新社屋へ移転し、建物も解体されている。
- ビートたけしが同スタジオで番組収録する機会が多かった。『北野ファンクラブ』内でのフリートークで「ここ (渋スタ) は元々ボウリング場の跡地だから、夕方になると近所の小学校のチャイムが聞こえてきちゃうし…」と茶化す事があった。実際、北野ファンクラブ内で企画収録中にチャイムの音がうっすら入っていた事がある。

## 関連会社
- 株式会社ビデオスタッフ（テレビ技術会社）